# Heinz Horn (Manager)
Heinz Horn (* 17. September 1930 in Duisburg; † 23. Februar 2015 in Mülheim an der Ruhr) war ein deutscher Manager und Vorstandsvorsitzender.

## Leben
Nach Schulbesuch mit dem Abschluss Abitur beim Leibniz-Gymnasium in Duisburg studierte Horn in Frankfurt am Main Betriebswirtschaftslehre. Während des Studiums wurde er Mitglied im Corps Austria. Das Studium beendete er 1956 mit dem Examen als Diplom-Kaufmann. Danach promovierte er in Münster zum Dr. rer. pol.
Seine erste berufliche Anstellung in der Industrie hatte Horn 1955 als Volontär, anschließend als Leiter einer Verkaufsabteilung eines stahlverarbeitenden Unternehmens im Siegerland. Von 1960 bis 1965 war er bei der Mannesmann AG, zuletzt als Vorstandsassistent tätig. Anschließend wurde er Finanzdirektor beim Eschweiler Bergwerks-Verein, einer Konzerngesellschaft der ARBED Luxemburg. 1968 wurde er Geschäftsführer der Krupp Industrie- und Stahlbau und war danach von 1972 bis 1974 Vorstand der Eisen- und Metall AG in Gelsenkirchen. Von 1974 bis Anfang 1983 war er wieder beim Eschweiler Bergwerks-Verein, und zwar zunächst als Mitglied des Vorstands und zuletzt als dessen Vorsitzender. Von 1983 bis zu seinem Eintritt in den Ruhestand Ende 1994 war er Vorstand der Ruhrkohle AG in Essen, dabei ab 1985 Vorstandsvorsitzender. Horn war außerdem Vorsitzender des Gesamtverbandes Steinkohlenbergbau und bis 2001 Mitglied des Verwaltungsrates der ARBED S.A.

## Auszeichnungen
- 1988: Großes Bundesverdienstkreuz
- 1979: Großes Verdienstkreuz der Bundesrepublik Deutschland mit Stern
- 1988 oder 1995: Verdienstorden des Landes Nordrhein-Westfalen

## Werke
- Versuch einer empirischen Analyse der staatlichen Investitionspolitik in Deutschland von 1925 bis 1932 und von 1950 bis 1960. Münster 1963 (Dissertation)